# 程霖生
程霖生（1886年—1943年）上海租界时期著名地产商，徽商。安徽歙县人，程谨轩次子。
1900年前后程谨轩去世，由于长子程友兴自幼聋哑，由次子程霖生继承父业，成为上海仅次于沙逊、哈同的“地皮大王”。1927-1929年从事黄金期货投机失败，于1931年宣告破产。1943年病故。
程霖生在静安寺路（南京西路）1550号（常德路口）兴建极为豪奢的程霖生公馆，门前有一对石狮；大宅东侧1522弄的空地又建造34幢花园住宅。程霖生公馆和东侧的花园住宅群保存至今，均被列为上海市优秀历史建筑。
程霖生热衷于收藏古董字画，并刊印《新安程氏收藏古金铜器影印册》及《石涛题画录》。
程霖生曾任歙县旅沪同乡会会长，热心于家乡公益事业，包括修复渔梁坝、杭徽公路、屯溪电灯公司等等，又支持同乡学者陶行知创办南京晓庄师范、淮安新安小学等，还出资营救同省人士陈独秀之子陈延年。

## 延伸阅读
[在维基数据编辑]
 《海上名人傳·程霖生》，出自《海上名人傳》